# Ткачик золотошиїй
Тка́чик золотошиїй (Ploceus aureonucha) — вид горобцеподібних птахів ткачикових (Ploceidae). Мешкає в Демократичній Республіці Конго і Уганді.

## Опис
Довжина птаха становить 12—14 см. У самців верхня частина тіла переважно чорна, лоб чорний, тім'я і потилиця рудувато-коричневі, на шиї і верхній частина спини широка жовта смуга. Нижня частина тіла зеленувато-сіра, горло чорне, груди каштанові. Хвіст чорний, нижні покривні пера хвоста білі. Очі чорні. У самиць верхня частина тіла чорна, тім'я світло-каштанове, на задній частині шиї жовтувата смуга. У молодих птахів тім'я коричнювате, «комірець» на шиї відсутній.

## Поширення і екологія
Золотошиї ткачики мешкають у лісі Ітурі на сході Демократичній Республіці Конго, а також в Національному парку Семулікі на кордоні ДР Конго і західної Уганди. Вони живуть в кронах вологих рівнинних тропічних лісів. Зустрічаються зграями до 60 птахів. Живляться плодами і комахами.

## Збереження
МСОП класифікує цей вид як такий, що перебуває під загрозою зникнення. За оцінками дослідників, популяція золотошиїх ткачиків становить від 3200 до 12800 птахів. Їм загрожує знищення природного середовища.